# آلدو باربرو
آلدو باربرو (اسپانیایی: Aldo Barbero‎؛ ۱۳ فوریه ۱۹۳۷ – ۲۷ اکتبر ۲۰۱۳) بازیگر اهل آرژانتین بود. وی بین سال‌های ۱۹۶۳ تا ۲۰۱۳ میلادی فعالیت می‌کرد.
از فیلم‌ها یا برنامه‌های تلویزیونی که وی در آن نقش داشته است می‌توان به ستاره کوچک من، آتش‌بس، زمان انتقام و جزیره اشاره کرد.